# فريدريك فولي
فريدريك يوجين باسل فولي، (بالإنجليزية: Dr. Frederic Eugene Basil Foley)‏، الحاصل على الدكتوراه في الطب ،(من مواليد 5 أبريل 1891م - وتُوفي في 24 مارس 1966م) هو طبيب مسالك بولية أمريكي اشتهر بتصميمه قسطرة فولي.

## سيرته الذاتية
وُلد فريدريك فولي في سانت كلاود، مينيسوتا في عام 1891م. درس فولي اللغات في جامعة ييل، وحصل على درجة البكالوريوس في عام 1914م، ثم تدرب في الطب في مدرسة جونز هوبكنز للطب حتى تخرجه في عام 1918م. وعمل بعد ذلك مع ويليام هالستد وهارفي كوشينغ في مستشفى بيتر في بريغهام، بوسطن للموظفين الجراحيين المبتدئين. وعلى الرغم من عدم وجود سجل لتدريبه في علم أمراض المسالك البولية، إلا أنه لم يحصل على تصديق المجلس الأمريكي للمسالك البولية قبل عام 1937م. عمل فولي كطبيب مسالك بولية في بوسطن، ماساتشوستس، وأصبح فيما بعد رئيس قسم المسالك البولية في مستشفى أنكر، سانت بول، مينيسوتا . (تم تغيير اسم مستشفى أنكر إلى مركز سانت بول رمزي الطبي، وهو الآن يعرف باسم مستشفى المناطق).
تُوفي فولي في عام 1966 بسبب سرطان الرئة

## قسطرة فولي
وصف فولي لأول مرة استخدام القسطرة البالونية في عام 1929م، لاستخدامها لتحقيق الإرقاء بعد استئصال البروستاتا أو المثانة. وقد عمل على تطوير هذا التصميم لاستخدامه كقسطرة بولية سارية، لتوفير صرف مستمر للمثانة، في الثلاثينات. شمل تصميم فولي على بالون منفوخ نحو طرف الأنبوب الذي يمكن تضخيمه داخل المثانة للإبقاء على القسطرة داخل المثانة دون الحاجة لربط خارجي. أظهر فولي تلك القسطرة للجمعية الأمريكية للمسالك البولية في عام 1935، ونشر ورقة تصفها في عام 1937. [4] وبينما كان لا يزال يطور قسطره، صدرت براءة اختراع باسم بول رايش لقسطرة فولي من شركة دافول المطاطية في بروفيدانس، رود آيلاند في عام 1936. وبعد أربعة أشهر، في تشرين الأول / أكتوبر 1936، تقدّم فولي بطلب للحصول على براءة الاختراع، وحصل على هذا بعد مثوله أمام مكتب الاستئناف التابع لمكتب البراءات. استأنف رايش هذا القرار في المحكمة، وتم نقضه، وعادة البراءة إلى رايش. ورفض طلب آخر لجلسة استماع أدلى بها فولي، وهكذا بقيت البراءة مع رايش.

## ميراث
بدأت شركة C. R. Bard من نيوجيرسي بتوزيع القسطرة، تحت اسم قسطرة فولي، من عام 1935؛ وبالتالي ظل الاسم مع فولي على الرغم من بقاء البراءة مع شركة دافول. على الرغم من أن المواد المستخدمة لجعل القسطرة قد تطورت، إلا أن التصميم الأساسي منذ الثلاثينات لم يتغير.
بالإضافة إلى عمله في القسطرة البولية، وصف فولي أيضًا تقنية جديدة لعلاج تشققات تقاطع الحويصلات التي تعرف باسم عملية فولي أو رأب حويضة فولي كما اخترع طاولة تشغيل هيدروليكية ومنظار استئصالي، ووصف أول صمام صناعي للإحليل.

## وصلات خارجية
- Genealogy